# Turó de Sant Jaume (Pineda de Mar)
El Turó de Sant Jaume és una muntanya de 88 metres que es troba al municipi de Pineda de Mar, a la comarca del Maresme. Tot i la seva poca alçada, degut a la proximitat amb el mar el feia un punt de guaita de primer ordre, i per aquest motiu s'hi va construir la Torre de Sant Jaume, construcció defensiva que es creu s'hi va ubicar al segle XVI.
Al turó també s'hi troba la Sant Jaume de Pineda de Mar, petita església construïda al segle XIX de planta rectangular, amb portal de llinda i brancals de pedra.